# Монтикьяри
Монтикья́ри (итал. Montichiari, ломб. Munticiàr) — город и коммуна в Италии, в провинции Брешиа области Ломбардия.
Население составляет 20 557 человек (на 2004 г.), плотность населения — 235 чел./км². Занимает площадь 81 км². Почтовый индекс — 25018. Телефонный код — 030.
Покровителем населённого пункта считается Панкратий Римский. Праздник ежегодно отмечается 12 мая.

## Города-побратимы
- Гамбеттола, Италия
- Пескара, Италия